# 山口正美
山口 正美（やまぐち まさみ、1951年1月5日 - ）は、日本の作曲家、編曲家。北海道出身。

## テレビ
- カラオケ大賞（レギュラー審査員（2002年 - 2014年）、ゲスト審査員（2015年 - 2020年））